# Office fédéral de météorologie et de climatologie MétéoSuisse
L'Office fédéral de météorologie et climatologie MétéoSuisse est l'organisme fédéral suisse responsable de la météorologie à l'échelle nationale. Il fait partie du Département fédéral de l'intérieur. Il met à la disposition de la population les données et prévisions météorologiques générales et avertit les autorités cantonales d'intervention à l'approche d'intempéries, de fortes précipitations ou d'orages.
MétéoSuisse est membre de l'Organisation météorologique mondiale, du Centre européen pour les prévisions météorologiques à moyen terme, de l'Organisation européenne pour l'exploitation des satellites météorologiques (EUMETSAT) et du GIE EUMETNET.

## Histoire
En 1823, la Société Helvétique des Sciences Naturelles (SHSN) essaie d'implanter 12 stations météorologiques d'observation mais ne peut y parvenir. Ce n'est qu'en 1850 que les premières stations cantonales seront installées mais finalement en 1860 la SHSN réussit à unir les différents efforts dans un réseau d'observations à l'échelle nationale, avec le soutien financier de la Confédération suisse.
Le 1er décembre 1863 marque le début de l'exploitation régulière de 88 stations d'observations et en 1879, les premières prévisions météorologiques quotidiennes sont émises par la commission météorologique de la SHSN. Cette commission devient l’Institut suisse de météorologie (ISM) en 1880, subordonné au Département fédéral de l'Intérieur (DFI).
En 1929, l’ISM inaugure le service de météorologie aéronautique. En 1931, l’ISM crée le Centre météorologique de Genève mais déménage son siège-social à Zurich en 1949. En 1996, MétéoSuisse est créé, il s'agit de la section commerciale de l'ISM.
En 2000, l'ISM devient l’office fédéral de météorologie et climatologie MétéoSuisse. En 2010, une réforme suivant les propositions soumises par le Département fédéral de l’intérieur, attribue les tâches futures du service météorologique qui devient une unité décentralisée disposant d’une marge de manœuvre de commercialisation plus étendue tout en gardant un accès gratuit aux données météorologiques de base. En 2014, le nouveau siège de MétéoSuisse est inauguré à l’aéroport de Zurich.

## Structure

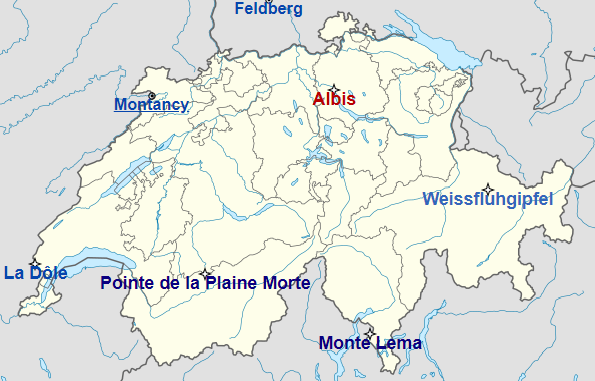
Réseau radar de Suisse.

La base de toutes ces activités est un réseau de mesures couvrant l'ensemble du territoire avec des :
- Radars météorologiques (Albis (Zurich), Monte Lema (Tessin), La Dôle (Genève), Pointe de la Plaine Morte (Valais)

et Weissfluhgipfel (Grisons)) ;
- Réseaux de ballons-sondes ;
- Profileurs de vents ;
- Récepteurs des données des satellites météorologiques européens ;
- Stations d'observations météorologiques au sol ;
- Etc…

En 2020, MétéoSuisse comptait 348 collaborateurs sur les sites de Zurich, Zurich-Kloten (aéroport), Genève, Genève-Cointrin (aéroport), Payerne et Locarno-Monti comme observateurs et météorologues prévisionnistes, ainsi que des chercheurs dans le cadre de projets de recherche et de développement pour une meilleure compréhension des phénomènes climatiques dont principalement la climatologie alpines.
MétéoSuisse collabore avec des partenaires tels que des hautes écoles et instituts de recherche, ainsi qu'avec des experts issus du secteur privé. Elle œuvre aussi au sein de commissions internationales de météorologie et de climatologie, ainsi qu'en qualité de représentante de la Suisse auprès de l'OMM (Organisation météorologique mondiale) à Genève.

## Champs d'action
Prévisions générales :
- Prévisions météorologiques à 5 jours par région ;
- Prévisions de neige ;
- Bulletin météorologique des Alpes ;
- Bulletin météorologique spécial ;
- Prévisions pour les Grisons ;
- Prévisions pour les routes ;
- Sorties des modèles de prévision numérique du temps dont le modèle à fine échelle aLMo (Modèle alpin) produit par le COSMO (COnsortium for Small Scale MOdeling) dont MétéoSuisse fait partie.

Prévisions spécialisées pour :
- Météorologie agricole ;
- Météorologie alpine ;
- Les entreprises du bâtiment ;
- Météorologie maritime pour les sports nautiques ;
- Météorologie aéronautique.

Observations :
- Images des radars météorologiques ;
- Résumé météorologique quotidien ;
- Bulletins mensuels et annuels ;
- Valeurs météorologiques mesurées dont le vent.